# 李宽 (蒲山郡公)
李宽（？—？），辽东郡襄平县（今辽宁省辽阳市）人，北周太师、柱国大将军、魏武公李弼之孙，开府、邢国公李曜次子，北周、隋朝官员。

## 生平
李宽勇猛善战，才干谋略过人，北周大象末年，官至上大将军，封蒲山郡公。李宽之后在隋朝也屡次作为将领，官至柱国，号称名将。李宽曾经与来护儿在黟州、歙州击败汪文进，死后谥号惠。

## 其他
《冥报记》中记载李宽喜爱狩猎，经常饲养数十头鹰，后来生了一个儿子嘴巴是鹰嘴，于是就不养这个孩子。

## 家庭

### 父母
- 李曜，北周使持节、大将军、雍州牧、蒲山公[1]
- 武川刘氏，柱国、幽朔六州诸军事、朔州刺史、清河郡公侯莫陈兴之女，柱国、荆安东南五十三州诸军事、荆州总管、荆州刺史、平原公侯莫陈顺与柱国、太保、泾州刺史、梁国公侯莫陈崇的姐妹[1]

### 兄弟姐妹
- 李故邻，隋朝开府仪同三司、大丞相府中郎、新州刺史、邢国公
- 李裕，隋朝猗氏县公
- 李丽仪，嫁隋朝使持节、仪同三司、鸿胪司农二少卿、周内史司成二大夫、范阳县开国公崔仲方
- 李伟，左千卫将军

### 子女
- 李密